# TT Isla de Man de 1976
El TT Isla de Man de 1976 fue la quinta prueba de la temporada 1976 del Campeonato Mundial de Motociclismo. El Gran Premio se disputó del 7 al 12 de junio de 1976 en el Snaefell Mountain Course.
Esta edición del Tourist Trophy pasó a la historia como la última edición en el Mundial de Motociclismo. La de esta año fue boicoteada por la gran mayoría de pilotos del Mundial, a excepción de los británicos y algunos pilotos de la Commonwealth al considerar que el circuito era demasiado peligroso. De hecho, en esta última edición, se tuvo que lamentar una muerte más: la de Les Kenny en la carrera de 500cc.
A partir del 1977, esta carrera vendría incluida en el Campeonato de Fórmula TT. Por su parte, la prueba británica del Mundial se trasladaría al circuito de Donington Park.

## Resultados Sénior 500cc
En la categoría reina, siguió el dominio de las Yamaha, que ya habían demostrado en la jornada anterior con la disputa de 350cc. El vencedor de la carrera fue el norirlandés Tom Herron por delante de sus compatriotas Ian Richards y Billie Guthrie.
| Pos. | Piloto             | Equipo   | Tiempo    | Pts. |
| ---- | ------------------ | -------- | --------- | ---- |
| 1    | Tom Herron         | Yamaha   | 2:09.10.0 | 15   |
| 2    | Ian Richards       | Yamaha   | 2:09.13.4 | 12   |
| 3    | Billie Guthrie     | Yamaha   | 2:09.33.0 | 10   |
| 4    | Takazumi Katayama  | Yamaha   | 2:09.38.2 | 8    |
| 5    | Roger Nicholls     | Yamaha   | 2:10.15.6 | 6    |
| 6    | Jon Ekerold        | Yamaha   | 2:11.12.4 | 5    |
| 7    | John Williams      | Suzuki   | 2:11.36.8 | 4    |
| 8    | Gordon Pantall     | Yamaha   | 2:11.56.8 | 3    |
| 9    | John Weeden        | Yamaha   | 2:12.55.2 | 2    |
| 10   | Bill Smith         | Yamaha   | 2:13.29.6 | 1    |
| 18   | Joey Dunlop        | Yamaha   | 2:17.49.0 |      |
| Ret  | Stan Woods         | Suzuki   | Ret       |      |
| Ret  | Tony Rutter        | Yamaha   | Ret       |      |
| Ret  | Alex George        | Yamaha   | Ret       |      |
| Ret  | Derek Chatterton   | Yamaha   | Ret       |      |
| Ret  | Les Kenny          | Yamaha   | Ret       |      |
| Ret  | Chas Mortimer      | Yamaha   | Ret       |      |
| Ret  | Hans-Otto Butenuth | Yamaha   | Ret       |      |
| Ret  | Mick Grant         | Kawasaki | Ret       |      |
| Ret  | Charlie Williams   | Yamaha   | Ret       |      |
| Ret  | Bill Henderson     | Yamaha   | Ret       |      |
| Ret  | Jack Findlay       | Suzuki   | Ret       |      |

## Resultados Junior 350cc
En 350cc, las Yamaha dominaron en la prueba, que fue la primera que se disputó durante la semana. La escudería nipona colocó a seis de sus motos en los seis primeros puestos. La victoria fua para Chas Mortimer por delante de sus compatriotas Tony Rutter y Billie Guthrie.
| Pos. | Piloto            | Moto          | Tiempo    | Pts. |
| ---- | ----------------- | ------------- | --------- | ---- |
| 1    | Chas Mortimer     | Maxton-Yamaha | 1:46.00.2 | 15   |
| 2    | Tony Rutter       | SMAC-Yamaha   | 1:46.07.0 | 12   |
| 3    | Billie Guthrie    | Yamaha        | 1:49.01.8 | 10   |
| 4    | Martin Sharpe     | Yamaha        | 1:49.02.2 | 8    |
| 5    | John Weeden       | Yamaha        | 1:49.08.6 | 6    |
| 6    | Derek Chatterton  | Chatt-Yamaha  | 1:49.56.6 | 5    |
| 7    | Neil Tuxworth     | Yamaha        | 1:50.05.6 | 4    |
| 8    | Jack Findlay      | Yamaha        | 1:50.28.6 | 3    |
| 9    | Takazumi Katayama | Yamaha        | 1:50.38.8 | 2    |
| 10   | Sam McClements    | Yamaha        | 1:51.36.6 | 1    |
| 16   | Joey Dunlop       | Yamsel        | 1:53.22.8 |      |
| 25   | Bill Smith        | Suzuki        | 1:56.15.6 |      |
| 26   | Tom Herron        | Yamaha        | 1:56.37.2 |      |
| Ret  | Alex George       | Yamaha        | Ret       |      |
| Ret  | John Ekerold      | Yamaha        | Ret       |      |
| Ret  | Les Kenny         | Yamaha        | Ret       |      |
| Ret  | Charlie Williams  | Yamaha        | Ret       |      |
| Ret  | Bill Henderson    | Yamaha        | Ret       |      |

## Resultados Lightweight 250cc
En el cuarto de litro, segunda victoria en esta TT para Tom Herron, después del conseguido en 500cc. En esta carrera hay que lamentar el fallecimiento del australiano Les Kenny.
| Pos. | Piloto            | Moto          | Tiempo    | Pts. |
| ---- | ----------------- | ------------- | --------- | ---- |
| 1    | Tom Herron        | Yamaha        | 1:27.26.8 | 15   |
| 2    | Takazumi Katayama | Yamaha        | 1:27.52.2 | 12   |
| 3    | Chas Mortimer     | Maxton-Yamaha | 1:28.4.2  | 10   |
| 4    | Tony Rutter       | SMAC-Yamaha   | 1:29.33.4 | 8    |
| 5    | Eddie Roberts     | Maxton-Yamaha | 1:30.25.8 | 6    |
| 6    | Alex George       | Yamaha        | 1:30.47.2 | 5    |
| 7    | John Weeden       | Yamaha        | 1:30.48.4 | 4    |
| 8    | Ian Richards      | Yamaha        | 1:31.42.4 | 3    |
| 9    | Denis Casement    | Yamaha        | 1:32.24.0 | 2    |
| 10   | Neil Tuxworth     | Yamaha        | 1:32.26.0 | 1    |
| 12   | Bill Henderson    | Yamaha        | 1:32.50.4 |      |
| Ret  | Charlie Williams  | Yamaha        | Ret       |      |
| Ret  | Jon Ekerold       | Yamaha        | Ret       |      |
| Ret  | Joey Dunlop       | Yamaha        | Ret       |      |
| Ret  | Les Kenny         | Yamaha        | Ret       |      |